# Курсоло-Орассо
Курсоло-Орассо (італ. Cursolo-Orasso, п'єм. Curso e Oress) — муніципалітет в Італії, у регіоні П'ємонт,  провінція Вербано-Кузіо-Оссола.
Курсоло-Орассо розташоване на відстані близько 570 км на північний захід від Рима, 135 км на північний схід від Турина, 19 км на північ від Вербанії.
Населення — 99 осіб (2014).
Щорічний фестиваль відбувається 17 січня (Cursolo) 18 липня (Orasso). Покровителі — святий Антоній Великий.

## Демографія
Населення за роками:

Станом на 31 грудня 2014 року в муніципалітеті офіційно проживало 6 іноземців з 3 країн, серед них 2 громадяни країн Євросоюзу.

## Сусідні муніципалітети
- Кавальйо-Спочча
- Коссоньо
- Гурро
- Малеско
- М'яццина
- Паланьєдра
- Ре